# Антоніу Луїш де Мінезіш
Анто́ніу Луї́ш де Міне́зіш (порт. António Luís de Meneses МФА: [mɨ.ˈne.zɨʃ]; 13 грудня 1596 — 16 серпня 1675) — португальський державний і військовий діяч, генерал. 1-й маркіз Маріалвський (з 1661), 3-й граф Кантаньєдський. Представник португальського шляхетного роду Мінезішів.  

## Біографія
Народився у Португалії. Син Педру де Мінезіша (порт. Pedro de Menezes), 2-го графа Кантаньєдського, та Констанси де Гузман (порт. Constança de Gusmão), графині Віла-Франкської. Володар Кантаньєде, Серви, Маріалви, Меделу і Сан-Сілвештре. Член державної та військової рад Португалії, помічник міністра. Губернатор Сетубала, Кашкайша і Ештремадури. Був активним учасником Реставраційної війни за незалежність Португалії від Габсбурзької Іспанії (1640—1668). Один із 40 конспіраторів, що підняли повстання в Лісабоні проти іспанського панування (1640). Сподвижник португальського короля Жуана IV. Від 1641 року — головнокомандувач, польовий магістр (порт. mestre-de-campo) португальської армії, брав участь практично в усіх важливих боях проти іспанців не теренах провінції Алентежу. Організував оборону Бейри (1641). Захопив прикордонне кастильське містечко Валенсія-де-Алькантара (1644), що лишалася під контролем португальців 44 роки. Здобув великі перемоги при Елвашських лініях (1659) і при Монтеш-Кларуші (1665). Після закінчення війни брав участь у мирних переговорах з Іспанією; був одним із підписантів Лісабонського договору (1668), що остаточно закріпив самостійність Португальського королівства. Помер у Кантаньєде, Португалія. Кавалер Ордену Христа. 